# Frederick Lindemann, 1. Viscount Cherwell

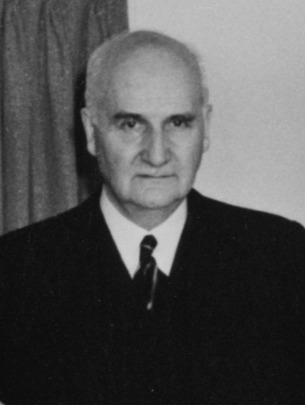
Frederick Lindemann (1952)

Frederick Alexander Lindemann, 1. Viscount Cherwell CH PC FRS (* 5. April 1886 in Baden-Baden; † 3. Juli 1957 in London) war ein britischer Physiker und Beamter.
Er wurde vor allem berühmt als Vertrauter und Ratgeber des britischen Kriegspremiers Winston Churchill in Wissenschaftsfragen. In dieser Eigenschaft war Lindemann einer der wichtigsten Befürworter der flächendeckenden Bombardierung Deutschlands während des Zweiten Weltkrieges durch alliierte Bomberflotten. In der britischen Öffentlichkeit war er weithin unter seinen Spitznamen „der Professor“ und „Baron Berlin“ bekannt.

## Leben und Werk
Frederick Lindemann stammte aus einem wohlhabenden Elternhaus. Er war eines von sechs Kindern des ca. 1871 nach Großbritannien emigrierten pfälzischen Katholiken Adolf Friedrich Lindemann (1846–1931) und dessen protestantischer Ehefrau Olga Noble. Adolf Friedrich Lindemann war als Ingenieur und Unternehmer tätig und erbaute zudem als Hobbyastronom sein eigenes Observatorium in Sidmouth, wo die Familie lebte. Dass Frederick in Baden-Baden geboren wurde, beruhte darauf, dass seine Mutter dort zur Kur und Behandlung weilte.
Lindemann studierte in Berlin und fertigte seine Doktorarbeit in physikalischer Chemie bei Walther Nernst an. Danach ging er als Physiker an die Sorbonne nach Paris, wo er sich als Forscher mit Problemen der atomaren Wärme (Wärmekapazität) befasste.
Bei Beginn des Ersten Weltkrieges 1914 schloss er sich dem Royal Flying Corps der britischen Luftwaffe an. Zu dieser Zeit entwickelte er die mathematische Theorie der Trudelbewegung von Flugzeugen. Es gelang ihm als Vorsitzender der Anstalt für experimentelle Physik in Farnborough, eine Methode zur erfolgreichen Aufhebung der Trudelbewegung eines Flugzeuges zu entwickeln und deren Richtigkeit durch einen erfolgreichen Selbstversuch zu belegen. Des Weiteren organisierte er die Verteidigung des Luftraumes über London gegen deutsche Zeppeline mit Hilfe von blockadebildenden Fesselballons.
1919 war Lindemann einer der ersten Wissenschaftler, die den Ursprung von Partikeln beider Polaritäten – Protonen und Elektronen – des später als solaren Windes bezeichneten Phänomens der Sonne erkannten. Allem Anschein nach war ihm nicht bekannt, dass Kristian Birkeland dieselbe Voraussage bereits 1916 getroffen hatte.
Lindemann war ein Mann von wissenschaftlich-nüchternem, sachlich-präzisem Charakter und darüber hinaus Nichtraucher und Vegetarier.
In der Zwischenkriegszeit war Lindemann als Professor für Experimentalphysik an der Universität Oxford und als Direktor des Clarendon-Laboratoriums tätig. Seit den 1920er Jahren pflegte er eine enge Freundschaft zu Winston Churchill, den er regelmäßig auf seinem Landsitz Chartwell besuchte. Churchill schätzte an Lindemann insbesondere seine Fähigkeit, komplizierte wissenschaftliche Zusammenhänge auf verständliche und unumfängliche Weise erklären zu können, ohne dabei wesentliche Zusammenhänge auszusparen. So gelang es ihm einmal während einer Tischgesellschaft in Chartwell, die einsteinsche Relativitätstheorie in nur zwei Minuten unter Einbeziehung ihrer sämtlichen wichtigen Aspekte vorzustellen. Churchill bezeichnete Lindemann aufgrund dieser Fähigkeit auch als den „wissenschaftlichen Lappen seines Gehirns“.

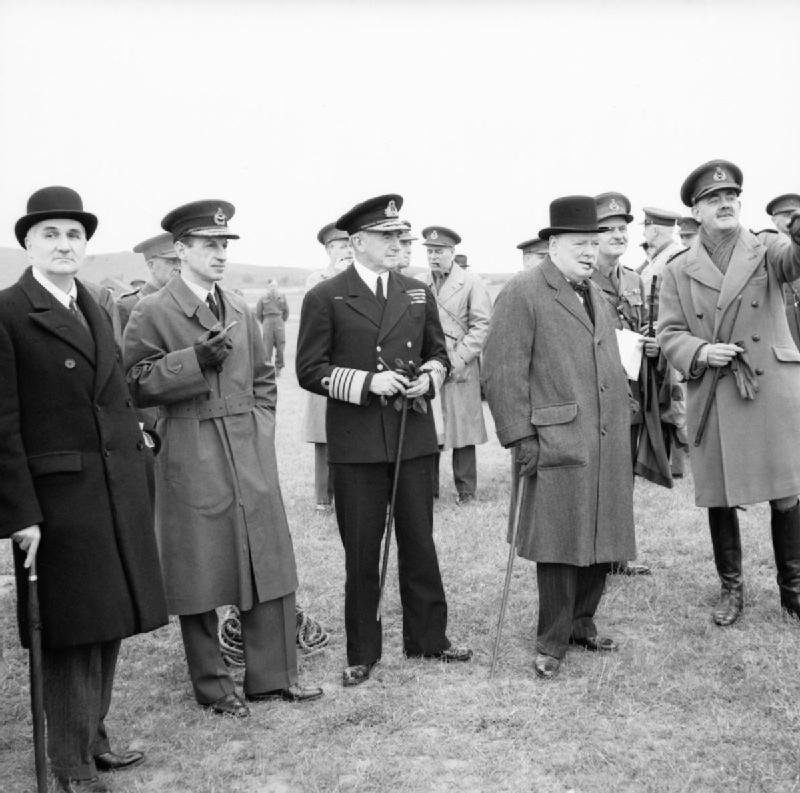
Lindemann (ganz links) mit Winston Churchill bei einer militärischen Vorführung (1941)

In den 1930er Jahren war Lindemann einer von Churchills wichtigsten wissenschaftlichen Beratern bei dessen Anstrengungen, eine Aufrüstung Großbritanniens in die Wege zu leiten. Nach Churchills Ernennung zum Premierminister im Mai 1940 wurde Lindemann zum wichtigsten wissenschaftlichen Berater der Regierung ernannt und später zum Paymaster General. Denselben Posten übernahm er auch ein zweites Mal während der Regierung Churchill in den frühen 1950er Jahren.
Lindemann richtete innerhalb der Regierung eine statistische Abteilung aus Fachleuten ein mit direktem Zugang zu Churchill. Diese Abteilung komprimierte Tausende statistischer Daten in prägnanten und aussagekräftigen graphischen und tabellarischen Übersichten, die es Churchill erleichterten, Situationen schnell einzuschätzen und zweckmäßig darüber zu entscheiden.
Im Mai 1940 entwickelte er ein Verfahren zur Vernichtung der deutschen Getreideernte aus der Luft mittels Massenabwurfs von Brandplättchen, welches in der Operation Razzle eingesetzt wurde.
1942 legte der leidenschaftliche Nazigegner Lindemann der Regierung ein Papier (das sogenannte „Dehousing Paper“) vor, das die Bombardierung deutscher Städte durch die Royal Air Force im Zuge einer Kampagne strategischer Bombardierung befürwortete. Das Papier basierte auf eingehenden Studien der Wirkungen des deutschen Bombardements von Städten wie Birmingham und Kingston upon Hull. In diesem Papier lag der Ursprung der Entscheidung, die Kriegsmoral der deutschen Zivilbevölkerung durch ein flächendeckendes Bombardement deutscher Großstädte (z. B. Operation Gomorrha in Hamburg) zu zermürben. Die Regierung stimmte Lindemanns Plan schließlich zu und beauftragte Marshal Arthur Harris als Befehlshaber der britischen Bomberflotte mit der Umsetzung (Area Bombing Directive).
1945, nach Kriegsende nahm Lindemann seine Stellung in Oxford wieder auf. Weiterhin stand er der Regierung als Berater in Fragen der nuklearen Forschung zur Seite und schuf u. a. die Atomic Energy Authority, die britische Atomenergiebehörde.
Am 4. Juli 1941 wurde er als Baron Cherwell, of Oxford in the County of Oxford, zum erblichen Peer erhoben, wodurch er Mitglied des House of Lords wurde. 1943 wurde er ins Privy Council und 1956 in den Order of the Companions of Honour aufgenommen. Am 25. Juni 1956 wurde er zum Viscount Cherwell, of Oxford in the County of Oxford, erhoben. Seit 1955 war er korrespondierendes Mitglied der Académie des sciences. Da er unverheiratet und kinderlos blieb, erloschen seine Adelstitel bei seinem Tod, 1957.
Der britische Schriftsteller Charles Percy Snow beschrieb Lindemann aus eigener Anschauung „als hinterhältigen, machthungrigen, beinahe sadistischen Einzelgänger, dessen beispielloser Einfluß auf Churchill der Nation noch heute als Makel anhafte“.